# هيروشي سوجيموتو
هيروشي سوجيموتو (باليابانية: 杉本博司 ) (و. 1948  م) هو مصور ياباني، ولد في طوكيو.

## التعليم
تعلم في جامعة ريكيو ‏.

## جوائز
حصل على جوائز منها:
- جائزة هاسلبلاد [الإنجليزية]‏ (2001)
- زمالة غوغنهايم
- جائزة بريميم إمبريال  [لغات أخرى]‏.

## وصلات خارجية
- هيروشي سوجيموتو على موقع IMDb (الإنجليزية)
- هيروشي سوجيموتو على موقع الموسوعة البريطانية (الإنجليزية)
- هيروشي سوجيموتو على موقع مونزينجر (الألمانية)
- هيروشي سوجيموتو على موقع ألو سيني (الفرنسية)
- هيروشي سوجيموتو على موقع أول موفي (الإنجليزية)
- هيروشي سوجيموتو على موقع ديسكوغز (الإنجليزية)
- هيروشي سوجيموتو على موقع كينوبويسك (الروسية)